# Kateřina Pauláthová
Kateřina Pauláthová (* 23. července 1993 Havířov) je česká alpská lyžařka. Závodí za klub Dukla Liberec, trénuje ji její otec Radovan Pauláth, bývalý sjezdařský reprezentant.

## Sportovní kariéra
Lyžuje od dvou let, v dětství se věnovala také tenisu. Na Evropském olympijském festivalu mládeže roku 2009 obsadila 11. místo ve slalomu. Na Mistrovství světa juniorů v alpském lyžování bylo jejím největším úspěchem páté místo ve slalomu v roce 2012. Na Mistrovství světa v alpském lyžování skončila s českým družstvem na devátém místě v roce 2011, na pátém v roce 2013 a na jedenáctém v roce 2015. V individuálním závodě skončila na 37. místě v obřím slalomu v roce 2011, na 32. místě v superobřím slalomu v roce 2015 a na Mistrovství světa v alpském lyžování 2017 byla na 35. místě ve sjezdu, 36. místě v Super G a 29. místě v obřím slalomu. Reprezentovala na Zimních olympijských hrách 2014 v Soči, kde obsadila 25. místo v Super-G, závody ve slalomu a obřím slalomu nedokončila. Ve Světovém poháru se třikrát umístila na bodované příčce (mezi prvními třiceti), v celkovém hodnocení obsadila 125. místo v roce 2014, 114. místo v roce 2015 a 126. místo v roce 2016. Sedmkrát se stala lyžařskou mistryní České republiky.